# لوون آدامیان (سیاستمدار)
لوون بابکنی آدامیان (ارمنی: Լևոն Բաբկենի Ադամյան؛ زادهٔ ۲۸ آوریل ۱۹۴۰) یک  سیاستمدار اهل ارمنستان است که از تاریخ ۱۹۹۰ تا تاریخ ۱۹۹۵ سمت نمایندگی دوره اول شورای عالی جمهوری ارمنستان را برعهده داشت.

## زندگی‌نامه
در 	۲۸ آوریل ۱۹۴۰ در ارمنستان به دنیا آمد و از دانشگاه ملی علوم کشاورزی ارمنستان فارغ‌التحصیل شد. 